# Wilson's Mills
Wilson's Mills é uma cidade  localizada no estado norte-americano de Carolina do Norte, no Condado de Johnston.

## Demografia
Segundo o censo norte-americano de 2000, a sua população era de 1291 habitantes.
Em 2006, foi estimada uma população de 1504, um aumento de 213 (16.5%).

## Geografia
De acordo com o United States Census Bureau tem uma área de
9,5 km², dos quais 9,5 km² cobertos por terra e 0,0 km² cobertos por água.

## Localidades na vizinhança
O diagrama seguinte representa as localidades num raio de 12 km ao redor de Wilson's Mills.